# David Zadák
David Zadák (* 8. ledna 1999 Ostrov), je český cyklista a juniorský olympionik.
David zahájil kariéru v Cykloteamu Ostrov, kde působí doposud. První závod absolvoval na horském kole už ve druhé třídě ve školních přeborech. V roce 2011 se stal několikanásobným medailistou ČP v silniční cyklistice, 2012 mistrem České republiky v cyklokrosu a 2013 celkovým vítězem ČP MTB.
1. července 2016 na Mistrovství světa v Novém Městě na Moravě obsadil v kategorii juniorů 11. místo.